# Маркдорф

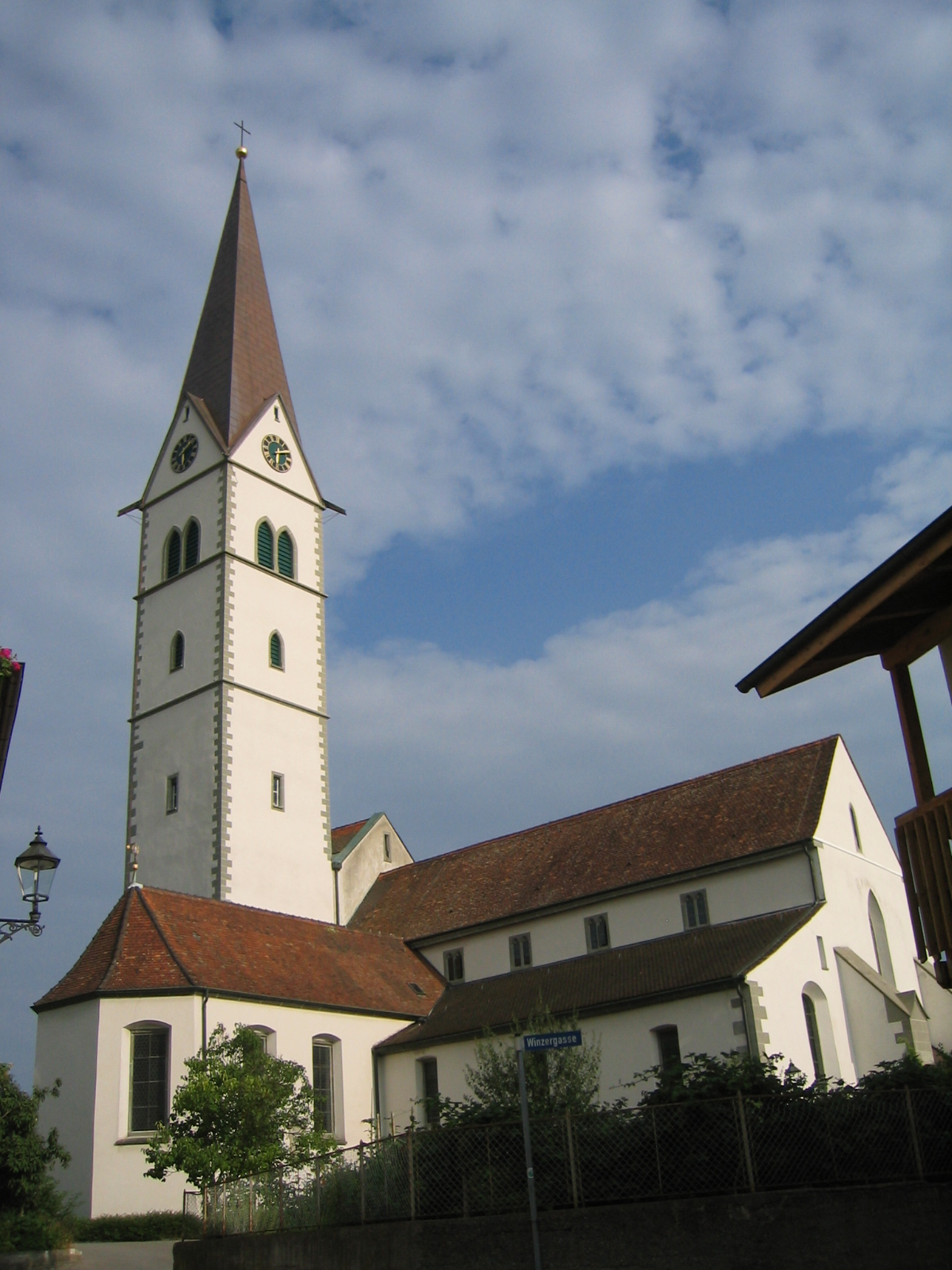
Церковь

Маркдорф (нем. Markdorf) — город в Германии, в земле Баден-Вюртемберг. Расположен у подножия горы Геренберг между городами Фридрихсхафен и Залем.
Подчинён административному округу Тюбинген. Входит в состав района Боденское озеро.  Население составляет 12 963 человека (на 31 декабря 2010 года). Занимает площадь 40,92 км². Официальный код  —  08 4 35 034.